# Éva Tardos

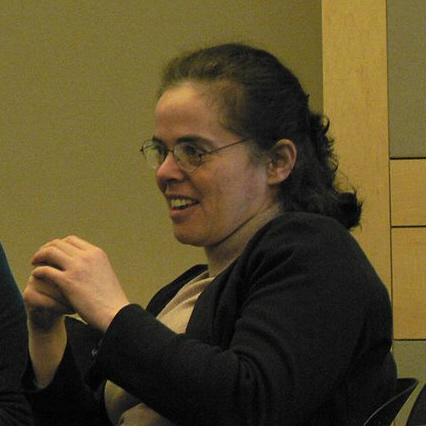
Éva Tardos (2007)

Éva Tardos (* 1. Oktober 1957 in Budapest) ist eine ungarische Mathematikerin und Informatikerin.

## Leben
Tardos studierte an der Loránd-Eötvös-Universität in Budapest, wo sie 1981 ihr Diplom machte und 1984 bei András Frank promoviert wurde. Danach war sie als Humboldt-Stipendiatin an der Universität Bonn und am MSRI. 1986/7 war sie mit einem Stipendium der Ungarischen Akademie der Wissenschaften an der Loránd-Eötvös-Universität und danach zwei Jahre Gastprofessorin am Massachusetts Institute of Technology. Seit 1989 ist sie Professorin an der Cornell University.
Sie beschäftigt sich mit Algorithmen, Komplexitätstheorie, Spielen in Netzwerken und auf Graphen (Algorithmische Spieltheorie mit Anwendungen auf Systeme und Algorithmen für eigennützige Nutzer), Netzwerktheorie (Wegsuche von Paketen, Design, Flussalgorithmen, Theorie sozialer Netzwerke) und allgemein kombinatorischen Optimierungsproblemen in Netzwerken und Graphen, Scheduling.
1988 gewann sie den Fulkerson-Preis (für A strongly polynomial minimum cost circulation algorithm, Combinatorica, Band 5, 1985, S. 247–256). 1991 bis 1993 war sie Sloan Research Fellow, 1990 bis 1995 Packard Fellow, 1999 bis 2000 Guggenheim Fellow und 1991 bis 1996 Presidential Young Investigator der National Science Foundation. Sie war Invited Speaker auf dem ICM 1990 in Kyoto (Strongly Polynomial and Combinatorial Algorithms in Optimization). Sie ist Mitglied der American Academy of Arts and Sciences, der National Academy of Engineering, der National Academy of Sciences, der American Philosophical Society und Fellow der Association for Computing Machinery. 2006 erhielt sie  den George-B.-Dantzig-Preis und 2012 den Gödel-Preis für ihre Arbeit How bad is selfish routing ? mit Tim Roughgarden. 2013 erhielt sie den Technical Achievement Award der IEEE Computer Society für ihre Arbeiten zur algorithmischen Spieltheorie und speziell selfish routing. Für 2017 wurde ihr der EATCS-Award zugesprochen, für 2019 die John-von-Neumann-Medaille der IEEE und für 2023 sowohl die Brouwer-Medaille als auch der Knuth-Preis. Sie ist Fellow der American Mathematical Society. 2014/15 und 2015/16 war sie im Abel-Preis-Komitee.
1988 verschärfte sie (sowie zuvor Noga Alon und R. B. Boppana) ein Ergebnis von Alexander Alexandrowitsch Rasborow, indem sie zeigte, dass der Unterschied in der Schaltkreiskomplexität zwischen monotonen und nicht-monotonen Booleschen Funktionen exponentiell sein kann.
2003 bis 2009 war sie Herausgeberin des SIAM J. Computing. Sie ist Mitherausgeberin des Journal of the ACM und von Combinatorica.
Sie ist die Schwester von Gábor Tardos.

## Schriften
- mit Jon Kleinberg: Algorithm Design. Addison-Wesley, 2005
- mit Noam Nisan, Vijay Vazirani, Tim Roughgarden (Herausgeber): Algorithmic Game Theory. Cambridge University Press, 2007 (darin mit Vazirani: Basic solution concepts and computational issues in games, mit Roughgarden: Introduction to the inefficiency of equilibria, mit Tom Wexler: Network formation games)
- mit A. V. Goldberg, Robert Tarjan: Network Flow Algorithms. In: Bernhard Korte, László Lovász, Hans Jürgen Prömel, Alexander Schrijver (Herausgeber): Paths, Flows and VLSI-Design. Springer Verlag, 1990, S. 101–164.
- mit D. B. Shmoys: Computational complexity, sowie mit Shmoys, Lovasz Combinatorics in Computer Science. In: Ronald Graham, Martin Groetschel, Lovasz: Handbook of Combinatorics. North Holland

## Auszeichnungen
- 2024: Korrespondierendes Mitglied der Österreichischen Akademie der Wissenschaften[6]